# Kiryuïta
La kiryuïta és un mineral de la classe dels fosfats.

## Característiques
La kiryuïta és un fosfat de fórmula química NaMnAl(PO₄)F₃. Va ser aprovada com a espècie vàlida per l'Associació Mineralògica Internacional l'any 2021 i publicada en el mes de setembre de 2023. Cristal·litza en el sistema monoclínic.
L'exemplar que va servir per a determinar l'espècie, el que es coneix com a material tipus, es troba conservat a les col·leccions mineralògiques del Museu Nacional de la Natura i la Ciència de Tòquio (Japó), amb el número d'espècimen: nsm-m48724.

## Formació i jaciments
Va ser descoberta a la mina Tsukubara, situada a la ciutat de Kiryū, dins la Prefectura de Gunma (Japó), sent l'únic indret de tot el planeta on ha estat descrita aquesta espècie mineral.